# Jakiw Szwedycki
Jakiw Szwedycki (ukr. Яків Шведицький - Jakiw Szwedyćkyj, pol. Jakób Szwedzicki (ur. w 1816, zm. 20 lutego 1886 we Lwowie) – ksiądz greckokatolicki, staroruski polityk i działacz społeczny, poseł do galicyjskiego Sejmu Krajowego i do austriackiej Rady Państwa.

## Życiorys
Urodził się w rodzinie greckokatolickiego duchownego, był synem księdza i proboszcza w Rozdole Wasyla Szwedyckiego (1777–1859) oraz Oleny (zm. 1859). Jego wujem był lwowski metropolita greckokatolicki Grzegorz Jachimowicz. 
Ukończył gr.-kat. Seminarium Duchowne we Lwowie. W 1840 otrzymał święcenia kapłańskie. W latach 1840–1842 wikary w parafii gr.-kat.w Rozdole, następnie był proboszczem w Mikołajowie (1842–1850) i parafii gr.-kat. św. Paraskewy we Lwowie (1851–1886).  W 1884 przeprowadził całkowity remont cerkwi św. Paraskewy-Piatnyci i przeprowadził renowację ikonostasu. Był członkiem, referentem i radcą, a od r. 1864 kryłoszaninem greckokatolickiego konsystorium metropolitalnego we Lwowie. Od 1863 zarządzał dobrami arcybiskupimi w Uniowie i Perehińsku. Od 14 marca 1865 kanonik katedralny kapituły metropolitalnej we Lwowie.
Aktywny politycznie podczas Wiosny Ludów - był członkiem Głównej Rady Ruskiej (2 maja 1848 – 30 czerwca 1851) kierowanej przez jego wuja Grzegorza Jachimowicza. W styczniu 1849 uczestnik delegacji Głównej Rady do Wiednia, która złożyła nowemu cesarzowi Franciszkowi Józefowi deklarację lojalności.
Związany z ruchem staroruskim, był umiarkowanym zwolennikiem orientacji panruskiej (moskalofilskiej). Współzałożyciel pierwszego ukraińskiego stowarzyszenia oświatowego Macierzy Halicko-Ruskiej (16 lipca 1848), a także Towarzystwa im. Mychajła Kaczkowskiego (1874). Był także działaczem i członkiem wydziału Instytutu Narodnyj Dim we Lwowie. Od 1870 działacz moskalofilskiej „Rady Ruskiej”. W 1879–1886 był po Teofilu Pawlikowie prezesem tej instytucji. W okresie jego przewodnictwa Rada działała głównie na rzecz  wprowadzenia języka ruskiego do szkolnictwa i administracji oraz założenia ruskiej szkoły ludowej we Lwowie. Wypowiadano się także przeciw zreformowaniu kalendarza ruskiego na wzór polski (1883). Był także w 1882 rzecznikiem porozumienia z działaczami ukraińskim ale nie znalazł poparcia w Radzie dla tej idei.
Poseł do Sejmu Krajowego Galicji I kadencji (15–26 kwietnia 1861, 12 stycznia 1863 – 31 grudnia 1866), wybrany w IV kurii (gmin wiejskich) z obwodu Lwów, w okręgu Lwów-Winniki-Szczerzec, jego wybór Sejm zawiesił, a potem unieważnił, w 1863 został wybrany powtórnie. Od 1865 był członkiem sejmowych komisji: głodowej i katastralnej. Zabierał głos w obronie biedniejszej ludności a także w obronie praw językowych Rusinów oraz cerkwi greckokatolickiej. Jako przeciwnik decentralizacji monarchii habsburskiej, głosował wraz z innymi posłami ruskimi przeciwko adresowi Sejmu do cesarza z 10 grudnia 1865 w sprawie nadania Galicji autonomii. W kolejnych wyborach w 1867 przegrał z popieranymi przez administrację rządową z lwowskimi starostami powiatowymi Karolem Piwockim a następnie Paulinem Kosińskim.
Był także posłem do austriackiej Rady Państwa V kadencji (4 listopada 1873 – 22 maja 1879) wybranym w kurii IV (gmin wiejskich) z okręgu wyborczego nr 17 (Lwów-Winniki-Szczerzec-Gródek-Janów-Jaworów-Krakowiec). W parlamencie należał do Klubu Ruskiego (Ruthenenklub). W 1878 członek komisji adresowej oraz komisji ds. postanowień traktatu berlińskiego.
Za działalność oświatową w 1864 odznaczony Złotym Krzyżem Zasługi z Koroną.
Ożenił się z Leopoldyną z Rhanischów (zm. 1888). Miał z nią liczne potomstwo: trzech synów i trzy córki. Najmłodsza Emilia była żoną Alfreda Zgórskiego.
Umarł na atak apopleksji. Pochowany został na Cmentarzu Łyczakowskim we Lwowie.